# 나탈리아 쿠쿨스카
나탈리아 쿠쿨스카(폴란드어: Natalia Maria Kukulska, 1976년 3월 4일 ~ )는 폴란드의 가수, 작사가이다.